# Метрдотель
Метрдоте́ль (фр. maître d'hôtel — «господар готелю») — особа, яка координує обслуговування відвідувачів ресторану чи готелю. Також метрдотелем називали старшого лакея в панському домі, що відав столом, кухнею і домашніми слугами.
Метрдотель може бути відповідальним за бронювання столів та замовлення страв. Він також приймає скарги від відвідувачів. Метрдотель контролює обов'язки обслуговчого персоналу та офіціантів. Метрдотель може також виконувати функції головного офіціанта в маленьких ресторанах.